# Euro Hockey League 2017/2018
De Euro Hockey League 2017/2018 wordt het elfde seizoen van de Euro Hockey League. Ten opzichte van het vorig seizoen blijft de opzet hetzelfde. Titelhouder is het Duitse Rot-Weiss Köln. In deze editie werden zij al in de achtste finales uitgeschakeld door de uiteindelijke verliezend finalist Kampong. De finale werd gewonnen door HC Bloemendaal, dat voor de vijfde keer de Europese titel in de wacht sleepte.

## Deelname en teams
Er doen 24 teams van 12 verschillende bonden mee aan het toernooi en de verdeling gaat verder op basis van de ranglijst van de EHF-coëfficiënten. Hierbij wordt gekeken naar de Europese prestaties van het seizoen 2014/15 tot en met 2016/17.
| Nr. | Land      | Coeff. | Clubs | Bijz. |
| --- | --------- | ------ | ----- | ----- |
| 1   | Nederland | 43.083 | 3     |       |
| 2   | Duitsland | 40.500 | 3     |       |
| 3   | België    | 31.334 | 3     |       |
| 4   | Spanje    | 29.334 | 3     |       |

| Nr. | Land      | Coeff. | Clubs | Bijz. |
| --- | --------- | ------ | ----- | ----- |
| 5   | Engeland  | 25.250 | 2     |       |
| 6   | Ierland   | 19.750 | 2     |       |
| 7   | Frankrijk | 19.375 | 2     |       |
| 8   | Rusland   | 17.125 | 2     |       |

| Nr. | Land       | Coeff. | Clubs | Bijz. |
| --- | ---------- | ------ | ----- | ----- |
| 9   | Schotland  | 16.875 | 1     |       |
| 10  | Polen      | 15.125 | 1     |       |
| 11  | Oostenrijk | 13.250 | 1     |       |
| 12  | Wales      | 10.250 | 1     |       |

| Nr. | Land         | Coeff. | Clubs | Bijz. |
| --- | ------------ | ------ | ----- | ----- |
| 13  | Italië       | 10.125 | 0     |       |
| 14  | Zwitserland  | 9.250  | 0     |       |
| 15  | Wit-Rusland  | 6.625  | 0     |       |
| 16  | Tsjechië     | 5.875  | 0     |       |
| 17  | Azerbeidzjan | 1.375  | 0     |       |

Onderstaande tabel geeft alle deelnemers aan deze editie weer en toont in welke ronde de club van start gaat.
| Achtste finales     | Achtste finales          | Achtste finales    |
| Kampioenen          | Kampioenen               | Niet-kampioenen    |
| ------------------- | ------------------------ | ------------------ |
| SV Kampong          | Surbiton HC Holcombe HC  | HC Rotterdam       |
| Mannheimer HC       | Three Rock Rovers        | Rot-Weiss Köln TH  |
| KHC Dragons         | Racing Club de France    | Herakles           |
| Atlètic Terrassa    | Dinamo Kazan             | Real Club de Polo  |
| Voorronde           |                          |                    |
| Kampioenen          | Niet-kampioenen          | Niet-kampioenen    |
| Kelburne HC         | HC Bloemendaal           | Wimbledon HC       |
| WKS Grunwald Poznań | Uhlenhorst Mülheim       | Banbridge HC       |
| SV Arminen          | Racing Club de Bruxelles | Saint-Germain HC   |
| Cardiff & Met       | Club Egara               | Dinamo Elektrostal |

## Toernooi

### Doelpuntentelling
De EHF maakte op 12 september 2017 bekend dat velddoelpunten bij deze editie van het toernooi dubbel geteld gaan worden. Deze regel werd al eerder gebruikt bij de Hockey India League.
- Een velddoelpunt en strafbaldoelpunt, die niet voortkwam uit een strafcornersituatie = 2 punten.
- Een strafcornerdoelpunt = 1 punt.
- Een doelpunt gemaakt na een strafbal, die voortkwam uit een strafcornersituatie = 1 punt.
- Doelpunten tijdens shoot-outs, zowel vanuit de shoot-out zelf of een strafbal = 1 punt

### Videoscheidsrechter
Nog altijd is de videoscheidsrechter vanaf de achtste finales van het toernooi beschikbaar. Ploegen hebben het recht om één referral per wedstrijd aan te vragen. Echter, de referral die ploegen tijdens de shootout-serie kregen vervalt. Dat betekent dat de videoscheidsrechter tijdens de shootout-series niet geraadpleegd kan worden. De drie aanwezige scheidsrechters op het veld worden volgens de Europese hockeybond voldoende in staat geacht de situatie te beoordelen.

### Voorronde
De loting voor de voorronde vond plaats op 19 juli.
- 6 t/m 8 oktober 2017: Barcelona, Spanje

#### Groep A
| Team           | Gespeeld | W | G | V | DV | DT | DS  | Pnt |
| -------------- | -------- | - | - | - | -- | -- | --- | --- |
| HC Bloemendaal | 2        | 2 | 0 | 0 | 19 | 2  | +17 | 10  |
| Wimbledon HC   | 2        | 1 | 0 | 1 | 9  | 4  | +5  | 5   |
| SV Arminen     | 2        | 0 | 0 | 2 | 2  | 24 | −22 | 0   |

| Datum          | Wedstrijd                     | Uitslag |
| -------------- | ----------------------------- | ------- |
| 6 oktober 2017 | HC Bloemendaal - Wimbledon HC | 4-0     |
| 7 oktober 2017 | SV Arminen - Wimbledon HC     | 0-9     |
| 8 oktober 2017 | HC Bloemendaal - SV Arminen   | 15-2    |

#### Groep B
| Team               | Gespeeld | W | G | V | DV | DT | DS  | Pnt |
| ------------------ | -------- | - | - | - | -- | -- | --- | --- |
| Uhlenhorst Mülheim | 2        | 1 | 1 | 0 | 13 | 3  | +10 | 7   |
| Dinamo Elektrostal | 2        | 1 | 1 | 0 | 14 | 5  | +9  | 7   |
| Cardiff & Met      | 2        | 0 | 0 | 2 | 2  | 21 | −19 | 0   |

| Datum          | Wedstrijd                               | Uitslag |
| -------------- | --------------------------------------- | ------- |
| 6 oktober 2017 | Uhlenhorst Mülheim - Cardiff & Met      | 10-0    |
| 7 oktober 2017 | Dinamo Elektrostal - Cardiff & Met      | 11-2    |
| 8 oktober 2017 | Uhlenhorst Mülheim - Dinamo Elektrostal | 3-3     |

#### Groep C
| Team                     | Gespeeld | W | G | V | DV | DT | DS  | Pnt |
| ------------------------ | -------- | - | - | - | -- | -- | --- | --- |
| Racing Club de Bruxelles | 2        | 2 | 0 | 0 | 12 | 4  | +8  | 10  |
| WKS Grunwald Poznań      | 2        | 1 | 0 | 1 | 8  | 6  | +2  | 5   |
| Banbridge HC             | 2        | 0 | 0 | 2 | 2  | 12 | −10 | 0   |

| Datum          | Wedstrijd                                  | Uitslag |
| -------------- | ------------------------------------------ | ------- |
| 6 oktober 2017 | Racing Club de Bruxelles - Grunwald Poznań | 6-2     |
| 7 oktober 2017 | Bambridge HC - Grunwald Poznań             | 0-6     |
| 8 oktober 2017 | Racing Club de Bruxelles - Bambridge HC    | 6-2     |

#### Groep D
| Team             | Gespeeld | W | G | V | DV | DT | DS | Pnt |
| ---------------- | -------- | - | - | - | -- | -- | -- | --- |
| Saint-Germain HC | 2        | 2 | 0 | 0 | 7  | 4  | +3 | 10  |
| Club Egara       | 2        | 1 | 0 | 1 | 9  | 1  | +8 | 5   |
| Kelburne HC      | 2        | 0 | 0 | 2 | 1  | 10 | −9 | 0   |

| Datum          | Wedstrijd                      | Uitslag |
| -------------- | ------------------------------ | ------- |
| 6 oktober 2017 | Club Egara - Kelburne HC       | 9-1     |
| 7 oktober 2017 | Saint Germain HC - Kelburne HC | 1-0     |
| 8 oktober 2017 | Club Egara - Saint Germain HC  | 4-6     |

### Knock-outfase
30 maart t/m 2 april 2018: Rotterdam, Nederland

#### Achtste finales
| 30 maart 2018 13:15 UTC+2  |                  | |                                                                             |
| Holcombe HC                | 4:7 (2:3)        | Real Club de Polo                                                                                   | Stadion Hazelaarweg, Rotterdam Scheidsrechters: Ben Goentgen Michael Pontus |
| Nicholas Bandurak 15', 60' | Wedstrijdverslag | 18 (sb)' Maxime Plennevaux 30 (sc)' Borja Llorens Purtí 48' Ignazio Ortiz 50' Alex Casasayas Carles | Stadion Hazelaarweg, Rotterdam Scheidsrechters: Ben Goentgen Michael Pontus |

| 30 maart 2018 15:30 UTC+2        |                  |                              |                                                                                  |
| Herakles                         | 4:2 (2:1)        | Atlètic Terrassa             | Stadion Hazelaarweg, Rotterdam Scheidsrechters: Jakub Mejzlik Paul van den Assum |
| Jacob Smith 2' Louis Hottlet 43' | Wedstrijdverslag | 45 (sc)', 30 (sc)' Roc Oliva | Stadion Hazelaarweg, Rotterdam Scheidsrechters: Jakub Mejzlik Paul van den Assum |

| 30 maart 2018 17:45 UTC+2                                                                   |                  |              |                                                                                         |
| Racing Club de Bruxelles                                                                    | 9:0 (7:0)        | Dinamo Kazan | Stadion Hazelaarweg, Rotterdam Scheidsrechters: Francisco Vazquez Lopez Malcolm Coombes |
| Tom Boon 14' Jérôme Truyens 15' Conor Harte 22 (sc)' Tommy Willems 25' Guillermo Garcia 47' | Wedstrijdverslag |              | Stadion Hazelaarweg, Rotterdam Scheidsrechters: Francisco Vazquez Lopez Malcolm Coombes |

| 30 maart 2018 20:00 UTC+2 |                  |                |                                                                            |
| SV Kampong                | 1:0 (1:0)        | Rot-Weiss Köln | Stadion Hazelaarweg, Rotterdam Scheidsrechters: Marcin Grochal Dan Barstow |
| Boet Phijffer 23 (sc)'    | Wedstrijdverslag |                | Stadion Hazelaarweg, Rotterdam Scheidsrechters: Marcin Grochal Dan Barstow |

| 31 maart 2018 11:30 UTC+2                   |                  |                   |                                                                           |
| Saint-Germain HC                            | 3:2 (2:2)        | Three Rock Rovers | Stadion Hazelaarweg, Rotterdam Scheidsrechters: Jakub Mejzlik Ian Diamond |
| Martin Genestet 23' François Goyet 34 (sc)' | Wedstrijdverslag | 30' Harry Morris  | Stadion Hazelaarweg, Rotterdam Scheidsrechters: Jakub Mejzlik Ian Diamond |

| 31 maart 2018 13:45 UTC+2 |                  |                                                |                                                                                   |
| Racing Club de France     | 0:3 (0:1)        | Uhlenhorst Mülheim                             | Stadion Hazelaarweg, Rotterdam Scheidsrechters: Marcin Grochal Paul van den Assum |
|                           | Wedstrijdverslag | 14 (sc)' Lukas Windfeder 44' Gabriel Ho-Garcia | Stadion Hazelaarweg, Rotterdam Scheidsrechters: Marcin Grochal Paul van den Assum |

| 31 maart 2018 16:00 UTC+2                                                                      |                  |                                                                                                  |                                                                                        |
| HC Rotterdam                                                                                   | 4:4 (0:4)        | Mannheimer HC                                                                                    | Stadion Hazelaarweg, Rotterdam Scheidsrechters: Francisco Vazquez Lopez Michael Pontus |
| Tjep Hoedemakers 53' Nick Catlin 59'                                                           | Wedstrijdverslag | 11' Timm Haase 25' Lucas Vila                                                                    | Stadion Hazelaarweg, Rotterdam Scheidsrechters: Francisco Vazquez Lopez Michael Pontus |
| Shoot-out                                                                                      |                  |                                                                                                  | Stadion Hazelaarweg, Rotterdam Scheidsrechters: Francisco Vazquez Lopez Michael Pontus |
| Jeroen Hertzberger Seve van Ass Thijs van Dam Oliver Polkamp Albert Beltran Jeroen Hertzberger | 5:4              | Jan-Philipp Fischer Patrick Harris Guido Barreiros Gonzalo Peillat Paul Zmyslony Guido Barreiros | Stadion Hazelaarweg, Rotterdam Scheidsrechters: Francisco Vazquez Lopez Michael Pontus |

| 31 maart 2018 18:15 UTC+2 |                  |                                               |                                                                          |
| KHC Dragons               | 0:8 (0:4)        | HC Bloemendaal                                | Stadion Hazelaarweg, Rotterdam Scheidsrechters: Ben Goentgen Dan Barstow |
|                           | Wedstrijdverslag | 16' Jamie Dwyer 24', 39', 41' Roel Bovendeert | Stadion Hazelaarweg, Rotterdam Scheidsrechters: Ben Goentgen Dan Barstow |

#### Kwartfinales
| 1 april 2018 15:00 UTC+2               |                  |                          |                                                                                        |
| SV Kampong                             | 4:1 (4:1)        | Racing Club de Bruxelles | Stadion Hazelaarweg, Rotterdam Scheidsrechters: Francisco Vazquez Lopez Marcin Grochal |
| Quirijn Caspers 9' Björn Kellerman 28' | Wedstrijdverslag | 13 (sc)' Conor Harte     | Stadion Hazelaarweg, Rotterdam Scheidsrechters: Francisco Vazquez Lopez Marcin Grochal |

| 1 april 2018 17:15 UTC+2                                                                                     |                  | |                                                                                 |
| Real Club de Polo                                                                                            | 1:1 (0:0)        | Herakles | Stadion Hazelaarweg, Rotterdam Scheidsrechters: Ben Goentgen Paul van den Assum |
| Borja Llorens Purtí 31 (sc)'                                                                                 | Wedstrijdverslag | 40 (sc)' Amaury Keusters | Stadion Hazelaarweg, Rotterdam Scheidsrechters: Ben Goentgen Paul van den Assum |
| Shoot-out |                  | | Stadion Hazelaarweg, Rotterdam Scheidsrechters: Ben Goentgen Paul van den Assum |
| Alex Casasayas Carles Maxime Plennevaux Llorenç Piera Grau Matias Rey David Alegre Biosca Llorenç Piera Grau | 6:7              | Antonio Sanz del Campo Amaury Keusters Nicolas de Kerpel Nick Haig Nicolas de Kerpel Antonio Sanz del Campo Amaury Keusters Nicolas de Kerpel | Stadion Hazelaarweg, Rotterdam Scheidsrechters: Ben Goentgen Paul van den Assum |

| 2 april 2018 13:45 UTC+2                                        |                  |                  |                                                                               |
| HC Bloemendaal                                                  | 8:0 (4:0)        | Saint-Germain HC | Stadion Hazelaarweg, Rotterdam Scheidsrechters: Michael Pontus Marcin Grochal |
| Florian Fuchs 19' 24', 49' Roel Bovendeert Jamie Dwyer 44 (sb)' | Wedstrijdverslag |                  | Stadion Hazelaarweg, Rotterdam Scheidsrechters: Michael Pontus Marcin Grochal |

| 2 April 2018 16:00 UTC+2 |                  | |                                                                                     |
| Uhlenhorst Mülheim       | 1:13 (1:8)       | HC Rotterdam | Stadion Hazelaarweg, Rotterdam Scheidsrechters: Dan Barstow Francisco Vazquez Lopez |
| Lukas Windfeder 5 (sc)'  | Wedstrijdverslag | 6 (sc)' Jeroen Hertzberger 10 (sc)', 24' Tjep Hoedemakers 21', 29', 48 (sc)' Seve van Ass 54' Nick Catlin 57' Thijs van Dam | Stadion Hazelaarweg, Rotterdam Scheidsrechters: Dan Barstow Francisco Vazquez Lopez |

#### Halve finales
26 en 27 mei 2018: Bloemendaal, Nederland
| 26 mei 2018 13:30 UTC+2                                        |                  |                       |                                                                               |
| SV Kampong                                                     | 6:2 (4:0)        | Herakles              | Sportpark 't Kopje, Bloemendaal Scheidsrechters: Christian Blasch Dan Barstow |
| Robbert Kemperman 3' Constantijn Jonker 9' Björn Kellerman 48' | Wedstrijdverslag | 37' Nicolas de Kerpel | Sportpark 't Kopje, Bloemendaal Scheidsrechters: Christian Blasch Dan Barstow |

| 26 mei 2018 16:00 UTC+2                                     |                  |              |                                                                               |
| HC Bloemendaal                                              | 6:0 (2:0)        | HC Rotterdam | Sportpark 't Kopje, Bloemendaal Scheidsrechters: Martin Madden Marcin Grochal |
| Jamie Dwyer 22 (sb)' Florian Fuchs 36' Thierry Brinkman 60' | Wedstrijdverslag |              | Sportpark 't Kopje, Bloemendaal Scheidsrechters: Martin Madden Marcin Grochal |

#### 3e/4e plaats
| 27 mei 2018 13:30 UTC+2        |                  |                                                                    |                                                                                 |
| Herakles                       | 4:5 (2:0)        | HC Rotterdam                                                       | Sportpark 't Kopje, Bloemendaal Scheidsrechters: Christian Blasch Martin Madden |
| Antonio Sanz del Campo 4', 50' | Wedstrijdverslag | 42' Tjep Hoedemakers 46 (sc)' Jeroen Hertzberger 59' Thijs van Dam | Sportpark 't Kopje, Bloemendaal Scheidsrechters: Christian Blasch Martin Madden |

#### Finale
| 27 mei 2018 16:00 UTC+2 |                  |                                                                              |                                                                                         |
| SV Kampong              | 2:8 (2:0)        | HC Bloemendaal                                                               | Sportpark 't Kopje, Bloemendaal Scheidsrechters: Francisco Vazquez Lopez Marcin Grochal |
| Constantijn Jonker 30'  | Wedstrijdverslag | 40' Xavier Lleonart 43' Roel Bovendeert 58' Thierry Brinkman 60' Jamie Dwyer | Sportpark 't Kopje, Bloemendaal Scheidsrechters: Francisco Vazquez Lopez Marcin Grochal |

## Kampioen
| Euro Hockey League 2017/2018 |
| ---------------------------- |
| HC Bloemendaal 5de titel     |